# العذاورة
العذاورة هو اسم يشير إلى عدة قبائل منتشرين في منطقة الوسط الجزائري (ولايات: المدية، المسيلة، البويرة، الجلفة، الأغواط، الجزائر العاصمة وضواحيها، وخاصة دائرة شلالة العذاورة ولاية المدية).
ومن أعلامها المجاهد محمد بن قويدر رئيس فرقة الخيالة في دولة الأمير عبد القادر والوزير الأسبق في حكومة هواري بومدين الأستاذ المفكر مصطفى الأشرف والشهيد بولبداوي المختار.
وقد استقر فرع من بني قويدر في تونس وانتشروا خاصة في الوطن القبلي واشتهر منهم الشيخ محمد بن محمد بن قويدر المعروف بالمعموري وهو من حملة العلم ومن متخرجي الجامع الزيتوني فرع الشريعة وأصول الدين.
وهاجر الشيخ محمد بن محمد بن قويدر إلى المشرق العربي واستقر بالخليج في سبعينات القرن الماضي ودرس كأستاذ في كلية الشريعة وأصول الدين صحبة الشيخ القرضاوي ونشر العديد من الكتب منها: التبيان للكفر والإسلام وكتاب قواعد الونشريسي وترك كتبا مخطوطة لم تحقق ولم تنشر بعد منها معجم القواعد الفقهية في المذاهب السنية.
واستقر الابن الأكبر للشيخ قويدر بفرنسا في ثمانينات القرن الماضي وتدرج في المناصب العلمية هناك حتى صار أستاذ التشريع الإسلامي بجامعة تولوز وصاحب كرسي الحضارة الإسلامية فيها فاشتهر اسمه وذاع صيته هناك حتى انه درس ابن أمير قطر الشيخ جوعان بن حمد ال ثاني وغيره من إشراف الجزيرة العربية ونشر بالفرنسية ما يزيد عن ثلاثين كتابا منها كتاب الشريعة والديمقراطية.

## أصل التسمية
العذاورة، وهم خليط من أناس متعددي الأصول، ظهر حلفهم في العهد التركي. يتمتع أهالي هذه العشائر بشهرة مستحقة بالغزو، العنف وعدم الخضوع (التمرد).
يختلف الكثير حول تسمية العذاورة بهذا الاسم فهناك رأي يقول أنه خلال الحكم العثماني للجزائر كانت هذه القبائل تعيش حياة الترحال بحثا عن الكلأ (باللهجة المحلية عذارة) ومن هنا جاءت هذه التسمية ومن هذه المهنة نشأ بينها هذا الاتحاد الكونفيديرالي نتيجة اللاأمن الذي كان سائدا في تلك الفترة.
البعض يقول إن العذاورة تعني البلاد المتضرسة أي الوعرة.
وحسب الأسطورة، كان عذور وهو عملاق هو جد فرع من العذاورة.
أبناء عذور
ذكر في المجلة الأفريقية للكاتب Guin المجلّد رقم 17 لسنة 1873 أن عذور خلف ولدين هما نوبي وزنيم. حاليا أولاد نوبي من قبائل العذاورة وأولاد زنيم قبيلة مستقلة اقتطعتها فرنسا لاضعاف العذاورة وكسر شوكتهم كما اقتطعت البراردة وأولاد حضرية والسحاري والمويسات وأولاد علي بن داود وغيرهم...

## الجنس واللون
في الأصل هي مزيج من الثقافات والأعراق إلا أنها تعربت كليا خاصة لما قدم بنو هلال إلى شمال أفريقيا. ومنهم من هو أشقر بشعر أصفر وعينان خضراوتان أو زرقاوتان.وفيهم السمر سود الشعر والعينين
تكلم العديد من المؤرخين عن ترحال القبائل فيما ما مضى وكذلك العذاورة منطقتهم فيها التل شمالا والصحراء جنوبا لأنها في الأصل من البدو الرحل. ولها رقعة جغرافية كبيرة نوعا ما.

## الأصل والاعراق
يرجع أصل قبائل العذاورة إلى ثلاثة أصول رئيسية (صنهاجة) (بني هلال) (الأشراف الحسينيين).
امتاز رجال العذاورة بالشجاعة وحب القتال والكرم والذود عن الشرف وكرههم للاستعمار والعدو وكانت من قبائل التمرد وعدم الرضوخ للمستعمر مهما كان عرقه ودينه كما كانت لهم ثورات عديدة أهمها:
1. ثورة العذاورة ضد الحكم العثماني نتيجة تسلط بعض قبائل المخزن المسنودة من طرف الجيش الانكشاري.
2. مشاركتهم في جيش الأمير عبد القادر ضد الاستعمار الفرنسي.
3. مشاركتهم في ثورة الشريف بوعود ضد الاستعمار الفرنسي.
4. مشاركتهم في ثورة بوبغلة ضد الاستعمار الفرنسي.
5. مشاركتهم في ثورة لالا فاطمة نسومر ضد الاستعمار الفرنسي.
6. مشاركتهم في ثورة المقراني ضد الاستعمار الفرنسي.

وهناك عدة حروب خاضتها ضد القبائل المجاورة حيث كانت الغلبة لها دوما نظرا لبسالة رجالها في القتال وشجاعتهم وكثرتهم. غير أن العذاورة كانت دوما محل كرم وضيافة لقبائل أولاد نائل بالجلفة وأولاد دراج بالمسيلة. القبيلتان اللتان كانتا حليفتين للعذاورة دوما إلى يومنا هذا ولم تسجل أدنى مناوشات بينهما، حيث كانت أرض العذاورة مراعي وسكنى للبدو الرحل من هاتين القبيلتين، وفيهم من استقر فيها إلى اليوم.
قدمت قبائل العذاورة الكثير من الشهداء أيام الثورة المباركة ونكلت فرنسا بسكانها كثيرا ورحلت العديد منهم إلى المناطق المجاورة وضربت عليهم حصارا كبيرا. ولا يوجد بيت من بيوت العذاورة إلا وفيه شهيد أو مجاهد.

## أعلامها وأبطالها
إن رجال العذاورة كثر بالنسبة إلى المواقف التاريخية التي عرفتها المنطقة نذكر منهم على سبيل المثال: -
- المجاهد محمد بن قويدر رئيس فرقة الخيالة في دولة الأمير عبد القادر.
- الوزير الأسبق في حكومة هواري بومدين الأستاذ المفكر مصطفى الأشرف.
- الشهيدالبطل بولبداوي المختار.

الدكتور والمجاهد مصطفى الاشرف ابن مدينة شلالة العذاورة وهو ادرى بأصول منطقته
نظر مصطفى لشرف إلى الواقع الوطني بآلية الملاحظة، فوجد البعد الأمازيغي قائما من خلال أسماء الطيور والأعشاب والأعلام والأماكن في منطقة التيطري «... بعد مدة زمنية دفعت بنا التجربة الميدانية والحاجة إلى التعرض لذكر الأشياء والكائنات التي تعوّدنا عليها، دون حاجة إلى أن ينبهنا إلى ذلك أحد، دفعت بنا إذن إلى اكتساب إحساس بخاصية اللغة، من خلال أحجار تعود إلى طبيعة الصخور التي نصادفها، والنباتات أو مختلف الأعشاب، وأحيانا الطيور الصغيرة أو الكبيرة التي كنا ننصب لها الفخاخ، أو نأخذ أعشاشها... كنا نلاحظ أسماءها البربرية الموغلة في القدم، والعربية أحيانا، بل وحتى البونيقية، أي الفينيقية... إن الكثير من أسماء الأمكنة، في جميع أنحاء الجزائر بل وحتى في الفضاءات التي كانت مجالا للترحال البدوي القديم، الناطقة بالعربية، والفضاءات الحالية للجماعات المستقرة (حيث وجد أيضا ترحال أمازيغي بالجمال...) كانت كلها ولا تزال ذات أصول بونيقية أو ليبية - فينيقية، أي كانت ببساطة بربرية». ص20. ثم أشار إلى الحضارة الزيرية الأمازيغية (في القرن العاشر الميلادي) التي احتضنتها منطقة التيطري، وكانت «أشير» عاصمة لها قبل انتقال ملوكها إلى القيروان. كما استخلص من محيطه الجغرافي أسماء أعلام أمازيغية ذكر منها: مناد، زيري، مكسن، مصمودي زناتي، صنهاجي، وردت باللغتين الوطنيتين العربية والأمازيغية، وغيرها من الأسماء وصلتنا بشيء من التعديل. هذا وقد عاب الكاتب على المسؤول الأول لوزارة الداخلية في مطلع السبعينيات، عدم تصحيحه للحالة المدنية المشوهة على أيدي الإدارة الفرنسية، وذلك بأخذ البعدين الحضاريين، العربي والأمازيغي بعين الاعتبار.........

## شعارها
قبائل العذاورة ترفع شعارا منذ عدة قرون وهو:
العذاورة يمكن أن تنحسر لكنها لا تنكسر.

## الجبال والأراضي
- أشهر جبالها كاف آفول، كاف الطير، الكاف الأخضر، القرن.
- وأشهر سهولها زملان، تافراوت، معاش، الزبارة، الفرعية.
- وأشهر وديانها وادي اللحم، الوادي المالح، وادي شنيقل، وادي القلب، وادي ربيح.

## مدنها
الشلالة، شنيقل، تافراوت، عين القصير.

## شجرة العذاورة
تتشكل قبائل العذاورة من أكثر من خمسين بطنا نذكرمنها:
1. أولاد ميمون (حجاج - بن مسروق - ميلودي - ميهوبي - زيان...)
2. أولادجحجوح (بوسعادي - قاسمي - بودالي...)
3. أولاد إبراهيم (غيدي...)
4. أولادالصغير (بن عروس - بن صغير...)
5. أولاد سلامة
6. أولاد سعيدان
7. أولاد دغيم
8. أولاد بوزيان
9. أولاد سي سليمان
10. الخواذرية
11. أولاد عيسى (بوعياد- بوخاري- ولدونوغي- ولدمخلوفي- بورحماني- ولدمحيدين- بومعيش...)
12. أولاد نوبي
13. الشعاعرة
14. المصابحية
15. أولاد بوعيشة (بوعيشة)
16. أولاد حضرية
17. أولادفضيلة
18. أولاد العمري
19. أولاديحيى
20. أولادشادي
21. أولادسعيد
22. أولادقير
23. أولادرحال
24. ألجعافرية
25. السعادات
26. أولاد شتوح
27. أولادعطاء الله
28. ألمعاليم
29. الدقاشنية
30. امحمد بن المبارك
31. المقادح
32. البعاليش
33. المهارزية
34. الدوامة (مسلم)
35. أولاد الزواوي
36. الشعاعرة
37. البتارعية
38. الزرارقة
39. أولاد قويدر
40. أولاد عياش (عيوش)
41. أولاد مقاتل
42. أولاد الريغي
43. أولاد سيدي محمدالخيذر (الخواذرية أو المرابطين)
44. القزازي (ولد جوابي...)
45. أولاد سيدي أحمد بن يوسف (ملياني)

قبائل العذاوره الحلف العربي الكبير في الوسط الجزائري
العذاروه هو تحالف لعدة قبائل عربيه استقرت جنوب المدية وغرب البويره وشمال الجلفة ترجع في اصولها إلى عدة قبائل عربيه جزائريه عربيه تاريخيه وهي:
1-بنى رياح
2-بنى عروه
3-العرب الاشراف
4-العمور
5-قره
6-بنى يزيد
7-بنى مجاهر
8-بنى سويد
مواطنهم:
تقع مواطن العذاوره بين سورالغزلان وسيدى عيسى وشلالة لعذاوره وقصر البخاري
فروعهم واصولها:
1- اولاد سيدى محمد الغرابة: عرب اشراف
2- اولاد سيدى محمد الشراقه: عرب اشراف
3- الرواشديه: من عرش المطارفه من بنى لطيف
4- اولاد عله: من عرش عريب من قره والعمور
5- اولاد توهامى: من قبيلة عكرمه من بنى يزيد
6- اولاد جحجوح: من عرب اشراف اولاد سيدى عيسى
7- اولاد بوزيان: من عرب فرفار من الذواوده من بنى رياح
8- اولاد سعيد:
9- اولاد قطعى: من بنى سليم من بنى سليمان من بنى عروه
10- المناصرة: من قبيلة السحارى من بنى عروه
11- الربايعيه: من عرش المويعدات من بنى جابر من بنى عروه
12- اولاد سويدى: من عرش مجاهر من بنى سويد
13- اولاد عبد السلام: من اولاد سياد من بنى عروه
14- اولاد سعيدانى: من عرش اولاد علان
15- اولاد دريم: من عرش اولاد علان
16- العثالث: من عرش اولاد مسلم من مرداس من بنى رياح
17- اولاد يحى: من عرش اولاد ماضي من العمور
18- اولاد ثعالب: من عرش الزناخره
19- اولاد زميت: من اولاد نايل من بنى عروه
20- اولاد عمر: من عرش الرويبه من عريب من قره والعمور
21- البشاشيح: من اولاد ساعد من قبيلة رحمان من بنى رياح
22- اولاد عثمان: من قبيلة رحمان من بنى رياح
23- اولاد غيدى: من اصل رومانى مسلم
24- العقاقيب: من قبيلة بنى عقبه من بنى يزيد
25- اولاد جفال: من اولاد راشد من بنى عروه
26- اولاد سلامه: من قبيلة رحمان من بنى رياح
27- اولاد عيسى: من اولاد راشد من بنى عروه
28- اولاد مقتل: من اولاد راشد من بنى عروه
29- النويرات: من قبيلة رحمان من بنى رياح
30- اولاد فضيله: من عرش اولاد بن ناجى من عرش اولاد سلامه من قبيلة رحمان من بنى رياح
31- اولاد برينيس: من عرش عريب من الرويبه من العمور وقره
32- اولاد عزيز: من منطقة مزاب
33- اولاد عريفه: عرب اشراف
34- اولاد دكريل: من العمور
قبائل رحمان الرياحيه في عرش العذاوره
اولاد فضيله
اولاد عثمان
اولادسلامه
النويرات
اللهجة والعادات
عرش العذاوره لهجته وعاداته مثل اعراش بسكره ومقره والمسيله وبريكه وعين وساره وعين الحجل وغيرهم أهل الهضاب من سطيف إلى قصر الشلاله
-ما أكثر العربان حين تعدٌهم ولكنّهم في النّائبات قليل-
بالنسبة لعرش العذاوره فهو مزيج من الكثير من القبائل...فمثلا فرقة أولاد عيسى فهم من عيسى بن نائل.من بلدية أم الإخوة...و هناك أولاد عيشه..
فهم من البواعيش....غرب عين وساره...اما عائلة بن عروس فهم من قبيلة أولاد زيد من الزيبان....اما عائلة بن قويدر فهم من السحاري..
اما الدقشنيه وهم عائله بوزيداني..جعفري...الخ..فيسمون حسينات نسبة إلى سي الحسين.أخو سي محمد الخيذر...المدفون في شنيقل وهم أولاد
سيدي يحي والذي يمتد نسبه إلى سيدي هجرس دفين سيدي هجرس ولاية المسيله...إلى إدريس الأكبر في زرهون بالمغرب...و هناك المعاليم...
لا اذكر القابهم....ربما ينتمون إلى أولاد زيد...و الله اعلم...كل هذه القبائل قادمة إلى شلالة العذاوره...اما السكان الأصليين..أولاد عذور...
فساذكرهم لاحقا.....

## خميس العذاورة
أنشأ العذاورة سوقهم الأسبوعي كل خميس منذ أكثر من خمسة قرون وقد ضل مهرجانا ثقافيا واقتصاديا طيلة الحكم العثماني للجزائر حيث طغت تسمية خميس العذاورة أو خميس الشلالة على الاسم القديم لعاصمة العذاورة مدينة عين الشلالة وبدخول المستعمر الفرنسي حول اسمها إلى ماجينو (Maginot) وبعد الاستقلال تم استرجاع الاسم القديم منسوبا لأهلها العذاورة فصارت شلالة العذاورة.

## العذاورة خيالة
الخيل هو عنوان آخر لقبائل تضرب في اعماق التاريخ، العذاورة خيالة بطبعهم وعندما تستمع إلى أحدهم تشعر بالراحة والتلقائية التي تغمر قلبك.
يمتاز العذاورة بالحفاظ على هويتهم الإسلامية والعادات والتقاليد.
كما اشتهرت بانجابها لعدد كبير من العلماء والأدباء والمفكرين.
هذه هي قبائل العذاورة الجزائرية فيما ترك الرواة على سالف العصر والأوان،

## العذاورة تجار
العذاورة على مر الأزمان تجار ولا زالوا إلى يومنا هذا يمارسون التجارة المتنقلة حيث يجوبون القطر الجزائري من شرقه إلى غربه ومن شماله إلى جنوبه دون كلل أو ملل فهم كخلية نحل في حركة دؤوبة وجميع الجزائريين يعرفون المركبات المرقمة ب:(26)للتجارة المتنقلة.
يشتهرون أيضا بالصناعات التقليدية منها الزرابي والمجوهرات الفضية خاصة الحلي.
غير أن صناعة الحلي ليست من اختصاص العذاورة كلهم بل من اختصاص فرع منهم فقط وهم فرقة المعاليم الذين يبرعون في صناعة الفضة خاصة.
(الدلالة) تجار متجولون شهود على حقبة من الزمن (الدلالة)تجارة يمارسها المئات من أرباب العائلات والشباب البطال المنحدر من مناطق ريفية
وقد تحول هذا النشاط التجاري مع مرور السنين إلى وسيلة عيش يمارسها المئات من أرباب العائلات أو الشباب البطال المنحدر معظمهم من المناطق الريفية التابعة لدائرة شلالة العذاورة (maginot). وأجبر هؤلاء الشباب في ظل نقص فرص العمل على المستوى المحلي على ممارسة هذه المهنة المتعبة وذات الكسب القليل. كما تعد (الدلالة) إحدى أنواع التجارة الجوارية المتسلسلة والمقننة بحيث غالبا ما هي مراقبة من طرف التجار الأثرياء الذين يعملون على تأجير مجموعة من الباعة بالجملة لبيع أكبر كمية من السلع المقتناة من طرف بائعي الجملة، وفي بعض الأحيان من مستوردي السلع. ويتمتع هؤلاء الباعة المتجولون والذين غالبا ما يعرفون لدى المواطنين من مركبتهم الزرقاء أوالرمادية اللون بمهارة كبيرة في مجال التجارة وحنكة مهنية. غالبا ما يستقر هؤلاء الباعة المتجولون والمشكلون من مجموعة صغيرة تتكون من ثلاثة إلى أربعة أشخاص في مدينة ما لفترة قد تدوم إلى غاية شهر أو أكثر، وذلك في حال انتعاش تجارتهم. وتكون تكاليف طيلة هذه الأيام التي يقضيها الباعة المتجولون وهم يعرضون سلعهم بمختلف مناطق البلاد من أكل وإيواء على حساب المستخدم. الباعة المتجولين الذين لايزالون يجولون من دون ملل مختلف المدن والقرى الجزائرية لكسب قوتهم منذ أكثر من خمسين سنة. وقد شرع في مزاولة هذه المهنة منذ القدم وتطورت سنوات السبعينيات وهي الفترة التي عرفت رواج بيع التحف العتيقة. ويتم استقدام السلع المعروضة من ورشات الإنتاج من طرف مجموعة من الباعة من مدينة «شلالة العذاورة» ليتم بيعها بمختلف مدن البلاد. كما زاولوا بعدها نوعا آخر من التجارة ويتعلق الأمر بالنسيج الصناعي الذي عرف فترة من الرواج قبل العشرية السوداء التي تراجعت فيها هذه التجارة بسبب الظروف الأمنية، الأمر الذي استدعى توقفهم عن ممارسة هذا النشاط والانتظار إلى غاية نهاية التسعينيات للولوج مجددا في هذه التجارة. ويلاحظ اليوم توافد الكثير من الشباب على مزاولة هذا النوع من التجارة بحيث تراهم يجولون الأحياء والشوارع والتجمعات السكانية الكبرى يستعملون التقنيات نفسها التي مكنت أسلافهم من تحقيق النجاح والربح، تجدهم يقترحون للبيع بكل سعادة مختلف أشكال الآلات المنزلية لربات البيوت التي غالبا ما تشكل زبونا مهما بالنسبة لهؤلاء الباعة المتجولين.

## العذاورة محاربون
قبائل العذاورة من أشجع الجزائريين في الحروب والغارات قديما حتى أن بعض الجهات من الوطن كانوا يسكتون أبناءهم بذكر كلمة العذاوري عندما يتمادى الولد في البكاء.

## العذاورة مجاهدون
وقد استشهد في المنطقة ما يفوق ألف شهيد من بين خيرة أبناء الجزائر.
ثورة بوبغلة
يمكن أن نستخلص قراءة وطنية من جهاد المدعو "بوبغلة"، الذي أذاق الفرنسيين الأمرين بفضل نجاحه في تفجير الثورات حيثما حل، منطلقا من الغرب الجزائري، ليصل إلى منطقة لعذاورة (التيطري والحضنة)، ليستقر في منطقة زواوة (القبائل) أين قاد ثورة عارمة بمشاركة لاله فاطمة نسومر خلال فترة (1851- 1854 م). حيث قال مصطفى لشرف عن هذه الصفحة المشرقة من الجهاد الوطني الجزائري: "... جاء أحدهم وهو لمجد عبد المالك، كان يلقب بـ "بوبغلة"، من غرب البلاد، وتصاهر مع عائلة من "المرابطين" من منطقة العذاورة، ثم أقام مدة طويلة عند لعذاورة (ومنه المركز الإداري المعروف اليوم بشلالة لعذاورة)، حيث خطط للعمليات الحربية مع رفاق باسلين من منطقة التيطري، كانوا إلى غاية 1847م، تابعين لسلطة بن سالم، خليفة الأمير عبد القادر لمنطقة "سيباو" [ولاية تيزي وزو]. وقد سبق أن حارب الجميع تحت راية الأمير عبد القادر وقيادة فريقيه، حسبما ذكر به "ن. روبان n. robin "، كما حاربوا في صفوف المقاومة القبائلية. أعلنت بعض المجموعات عن انضمامها إلى "بوبغلة، وهي المجموعات الواقعة في سهول الجرجرة أو في حوض واد الساحل (صومام) على غرار بني مليكش بني منصور، بني صدقة، ايت منقلات، مما تسبب في زرع الرعب في صفوف الجيش الاستعماري لمدة أربع سنوات". ص 23. إن ما تجدر الإشارة إليه أن هذا النص مفعم بدلالات سياسية عميقة، تؤكد انكسار سياسة "فرق تسد" الاستعمارية على صخرة الوطنية الجزائرية، التي جعلت سكان زواوة يلتفون حول جهاد الأمير عبد القادر، خلافا للدعايات الفرنسية المغرضة التي تزعم أن أهل القبائل رفضوا الانضمام إلى صفه. والتي نجحت أيضا في إفشال مشروع "الوهم القبائلي" ذلك المشروع الذي حاول صنع "لبنان الجزائر"، كما سماه الكاردينال لافيجري. ولا شك أن إسناد أهل هذه المنطقة أمر قيادة الجهاد للزعيم (بوبغلة) القادم من غرب الجزائر يعد مظهرا من مظاهر وطنيتهم.

## منطقة العذاورة لوحة من التضاريس
الشلالة منطقة خرجت من عمق التاريخ الإنساني، هي لوحة من التضاريس ومن الإضافات الإنسانية الرائعة، تركت أثارا ومعالم وشخوصا إنسانية. لتصبح موقعا جغرافيا سجله التأريخ. هذه القرون من التاريخ ومن الحضارة ومن الأسماء ومن الفعاليات والطاقات والعبقريات كانت إحالات من الإضافات الاسمية ومن الأعلام التاريخية الذين استوطنوا هذا الخزان الحضاري والحيوي وكانوا فعلا من النماذج الإنسانية والروحية والعلمية لفضاء منطقة الشلالة.
في هذا الواقع الضارب في عمق التاريخ الإنساني، في واقع له من العطاءات التاريخية والحضارية والاجتماعية والاقتصادية والتنموية ما يجعل المنطقة تستحضر كل درجات الوعي والحضور الذي طبع معالمها طيلة القرون الماضية. قرون من التاريخ والمعالم والإحالات الجميلة التي سكنت عقول أهل المنطقة ممن تركوا بصماتهم عبر فضائها، فأعلام المنطقة وعلماؤها هم الذين كانوا حراس هذا الإقليم إبان الاحتلال، وساهموا بقدر كبير في تنوير الحركة الثقافية بمنطقة العذاورة فالشيخ محمد شرقي والشيخ عمر فرقاني والشيخ عمرالعرباوي عضو جمعية العلماء والشيخ طاهري بن سيدي النذير والشيخ محمد الخيذراوي، والشهيد الرائد بولبداوي المختار، والمجاهد أحمد بن الدنداني عضو جمعية العلماء المسلمين الجزائريين والذي دخل معترك النضال العسكري والسياسي وكان بدوره قطبا فاعلا في التأسيس لهذا المعترك النضالي الواسع، هؤلاء كانوا السند المعنوي في تفعيل الزخم الثوري والنضالي والعقائدي فكانت المنطقة خزانا لطاقات فكرية ونضالية ساهمت في تحرير العقول وترقية الفعل الديني والثقافي والعلمي، حيث تأسست في منطقة العذاورة مدارس قرآنية أصبحت فيما بعد بمثابة المدرسة التحضيرية لجمعية العلماء المسلمين الجزائريين، وشكلت هذه المدارس مع المحطات التعليمية والتثقيفية مراجع فكرية ساهمت في تنوير الحياة التربوية وبعث الإشعاع النضالي في وقت لم يكن باستطاعة أي أحد إعلان ولائه لفكرة الاستقلال التي نادى بها حزب الشعب، وكان لهذا الزخم أن كان الوقود اللاحق في انطلاقة الثورة التحريرية عام 1954، منطقة العذاورة وأعلامها الكبار ساهموا في ترقية الفكرة الإشعاعية بمجهودات نضالية فردية خالصة لا ينكرها إلا جاحد، وقد أنجبت المنطقة كل هؤلاء الأعلام وغيرهم كثير من أمثال المفكر والوزير الأسبق مصطفى الأشرف والصحفي مدني شوقي، وكذا الطاقات الثقافية التي تؤسس للفعل الثقافي والإبداعي بعد استقلال الجزائر، منهم الكاتب عباس بومامي، والروائي الأخضر بوربيعة، والصحفي المعروف عز الدين طهاري، والمذيعة فاطمة ولد خصال، والشعراء الكبار وغيرهم، ونخص بالذكر الشيخ سي محمد الاكحل رئيس شعبة جمعية العلماء المسلمين الجزائريين بشلالة العذاورة، دون أن ننسى الفنان التشكيلي حسين عيسى، وكذلك الأستاذ عامر ولد سعد سعود (مؤسس ورئيس نادي الحوار، مؤسس ومنسق المبادرة الجزائرية لدعم فكر المقاومة «مجد»).

## الجانب الثقافي عند العذاورة
يقول أحد شعراء الملحون العذاورة في قصيدة طويلة نذكر منها هذه الأبيات:
" مانيشي فنان شكار اغنايا - لاطامع في مال ننظم في الاشعار
انا فلاح من واحد القرية - مانسكنش بعيد في هذا الدوار
شلالة العذاورة هي ليا - ما نتركهاش محال لو تفنى الاعمار "
وكذلك القصيدة التي يقول فيها صاحبها
«سد معيزة كالدزاير والا خير - والشلالة هي روبة الاوطاني»

## أعلام منطقة العذاورة
تعتبر أما لعمالقة الفكر والثقافة أمثال مصطفى الأشرف
شخصيات من منطقة العذاورة
من الشخصيات الفكرية والعلمية:
الدكتور ولد عروسي الطيب المدعو (الخوني) مدير معهد العالم العربي في باريس صاحب كتب وبحوث ادبية وتاريخية.
بالإضافة إلى ادمغة لها مكانة كبيرة في المهجر من بينهم
المهندس بو سكين الخبير في الاتصالات في شركة تيليكوم telecomالفرنسية المشهورة.
والمهندس ايت بوعبدالله الذي يعتبر ركيزة هامة في البحث النووي في كندا.
بالإضافة إلى الدكتور بشير صوالحي مدير العلاقات الدولية بالجامعة الإسلامية العالمية بماليزيا.
ومن الشخصيات الدينية
الشيخ الفاضل لكحــــــل محمــــد المدعو ســـي امحمــــد
من الشخصيات الرياضية:
بطل الملاكمة الذي كانت له صولات وجولات في حلبات الملاكمة العالمية وهو البطل عبد القادر ولد مخلوفي الذي احرز عدة القاب أفريقية وعالمية خاصة في السبعينيات من القرن العشرين تولى مسؤولية تدريب عدة ملاكمين خاصة في الفريق الوطني.
من الشخصيات الفنية:
العازف على آلة الناي في فرقة التلفزيون الجزائري وهو قدور العذاوري الذي كان خليفي أحمد والبار عمر وغيرهما لا يستغنون عنه ابدا.
شخصيات تاريخية شرفت المنطقة
الشيخ عمر العرباوي عضو جمعية العلماء المسلمين الجزائريين.
الأستاذ المفكر مصطفى الأشرف.
المجاهد محمد بن قويدر رئيس فرقة الخيالة في دولة الأمير عبد القادر.

## من تاريخ منطقة العذاورة
لقد عني كثير من المؤرخين بتاريخ العذاورة وشخصياتها ولعل المفكر مصطفى الأشرف قد أشار في كتابه المعروف أسماء وأماكن، داكرة جزائر منسية «Des noms et des lieux, mémoire d'une Algérie oubliée» إلى تاريخ المنطقة وأوضح بعض الجوانب المنسية في تاريخ المنطقة وتكلم عن سفح جبل يسمى كاف آفول من سلسلة جبال التيطري المذكور أكثر من مرة في تاريخ العلامة ابن خلدون:«وهو جبل شامخ كثير السواعد وفيه أثار للأولين وأقربهم إلينا في التاريخ بنو زيري المتنقلون إلى الأندلس.» ومن فروعه جبل القرن (قرن العذاورة) وهو جبل رفيع هرمي الشكل له قمتان أكبرها مربعة التي اكتشف فيها اليوم عنصر عجيب من صنع قدماء المهندسين.
ولعل بعض هذه الإشارات التاريخية تدل على ما فيه الكفاية على تاريخ العذاورة وامجادها الماضية.
دلالات تاريخية
في عام 1882م أمر السيد الجنرال لويزل، قائد عمالة الجزائر القادة السامين لدوائر العمالة بكتابة تاريخ الإقليم الموضوع تحت قيادتهم.
هذا هو أصل هذا العمل.اقتبسنا منه الجانب الخاص بمنطقة العذاورة دائرة أومال.
العذاورة وهم مقسمون إلى قيادتين: العذاورة الشراقة والعذاورة الغرابة.
معلومات جغرافية:
في عام 1887 منطقة العذاورة وهم مقسمون إلى قيادتين: العذاورة الشراقة والعذاورة الغرابة. تحد هذه المنطقة من الشمال: عشائر أولاد سي موسى، دوار ريدان وقبيلتي أولاد زنيم وأولاد سلطان.
من الجنوب تحدها عشائر المويعدات وأولاد مختار الشراقة.
من الشرق تحدها عشائر أولاد سيدي عيسى. السلامات. أولاد علي بن داود.
من الغرب تحدها عشائر أولاد مختار الشراقة وأولاد علان.
حد العذاورة يمتد بطريقة محسوسة إلى الشمال الغربي ويشمل بذلك:
أولا: بين وادي ريدان، جبل قيراتن وجبل شعبة في الشمال.
ثانيا: وجبل آفول أو عفول وقرن العذاورة في الجنوب، امتداد كبير للإقليم الذي بالرغم من خلوه من الغطاء الغابي ما يزال محتفظا بطابع التل.
وراء هذا الحاجز الجبلي تبدأ الصحراء الصغرى.
من وجهة النظر الهيدروغرافية شكل إقليم العذاورة دائرة أومال جزءا من حوض الحضنة الداخلي.فإذا استثنينا بعض المجاري المائية القليلة الأهمية، التي تجري، في العذاورة، صوب الشمال الغربي نحو يسر والبحر، فإن كل المسيلات (التانوية) تأخذ مياه الأمطار إلى واد اللحم أو رافده الرئيسي واد السبيسب ومن هذين الخندقين تصبها في شط الحضنة.
الانحدار العام للسطح إذن يتجه من الشمال الغربي إلى الجنوب الشرقي.
الضفة اليسرى لوادي اللحم جرداء وخالية من الغطاء النباتي. أما الضفة اليمنى فيوجد بها تتابع لفيوض قليلة التضرس وضايات يغطيها نبات السدرة، وأخيرا تلال صخرية حيث يعثر على الحلفاء.
كل الأهالي في هذا الإقليم مزارعون ورعاة رحل.
معلومات عن تاريخ المنطقة قبل احتلال الشلالة من طرف الفرنسيين.
فترة ما قبل الاحتلال الروماني:
لم نتمكن من الحصول على أية معلومة عن الأزمنة السابقة للاحتلال الروماني، غير أن السكان أو الشعوب التي كانت تقطن البلاد تركت آثارا وبصمات تدل على وجودها، هذه الآثار نراها في الأكوام الكثيرة من الحجارة غير المصقولة ولكنها بطبيعة الحال جمعت بيد الإنسان.و نجدها في كثير من الأحيان على قمم التلال، في الممرات (الفجاج) أو في مرتفعات تفصل بين واديين، على الضفاف المرتفعة لمنخفض أو (وادي).الخ...
تبدو هذه الأكوام التي ينبغي ألا تخلط بأرجام العرب كقبور تعود إلى عهود ما قبل التاريخ.
نشاهد بالفعل، في غالب الأحيان في وسط هذه المعالم، صخورا ذات أبعاد كبيرة منصبة عموديا وترسم قبرا مستطيل الشكل.
لا يعرف الأهالي شيئا عن هذه المعالم التي يسمونها «الحجر القديم».غير أنه يعتقد لو أن هذه المعالم بنيت من طرف أجدادهم العرب فإن السيرة لا تنساها بالكامل.
إن عدد هذه المعالم كبير جدا ونجدها في الجنوب أكثر مما نجدها في التل (الشمال)، وتكثر، على الخصوص، على ضفاف واد اللحم وكل المرتفعات المشرفة على السهل.
الفترة الرومانية (الاحتلال الروماني):
من 150ق.م إلى 450 م-الو ندال من 440 إلى 535م-البيزنطيون من 538إلى 630 م.
في القرن الثالث للميلاد كانت أوزيا مستوطنة رومانية مزدهرة وغنية كما تبين ذلك العديد من الكتابات المنقوشة على الحجر.
و في هذه الفترة، بدون شك، بنيت المنشآت الرومانية التي توجد أطلالها وبقاياها الواضحة للعيان، في إقليم العذاورة دائرة أومال.
توجد هذه الأطلال في مجموعها على خط يمتد من الشرق إلى الغرب وبالتوازي مع الخط الذي توجد فيه المدينتان المهمتان: أومال (اوزيا)وسور جواب.(رابيديRapidi).
نجدها في جبال الناقة، آفول والشلالة أي في السلسلة الأخيرة الفاصلة بين التل والسهول العليا.
و هكذا على بعد 35كلم من أومال وبطريقة محسوسة على نفس خط الطول تشاهد أطلال قريميدي (تسمية أطلقها الأهالي)، وتقع شمال عين الطلبة، في جبل الناقة، بنايتان مقببتان يبدو أنهما خزانان للمياه ما تزالان قائمين إلى اليوم.
وغير بعيد يوجد مثلث مرسوم بأكوام من الصخور الفظة (غير مهذبة) في أغلبها، ولكن البعض منها تحتفظ بآثار لعمل الإنسان. عثر في أحد أطراف هذا المستطيل، في شهر ماي عام 1886، على كتابة (لاتينية) تبدو مهمة.
و بمواصلة السير نحو الغرب نجد الأطلال التي يسميها العرب القلالي (El-Guelali).
إن المدينة نظرا لضيقها بسبب وقوعها على عرف صخري يبلغ طولها من الشرق إلى الغرب أكثر من كيلومتر.تحتل موقعا مرموقا في الفج الذي يمنح الممر إلى وادي اللحم.نظرا لوقوعها في السهل على الضفة اليسرى للوادي، بين جبل الناقة في الشرق وجبل آفول في الغرب يتحكم موقع القلالي في الممر.يوجد القليل من الحجارة المصقولة على سطح الأرض، تغطي الشظايا تلين اثنين صغيرين يشرفان على السهل. في بعض الأماكن تغطي السطح تربة سوداء داكنة مكونة من الرماد: نعثر هنا على مطحنة رومانية في حالة جيدة وقاعدة عامود.
على بعد مسافة قليلة توجد أطلال أخرى تدعى شقرونية.
من قلالي إلى شلالة العذاورة لا توجد، على منحدرات جبل آفول، سوى بعض بقايا لأطلال.
لقد كانت الشلالة بدون منازع المحطة الرومانية الأكثر بروزا في دائرة أومال (بعد أوزيا).
تحتل الأطلال موقع السوق العربية الذي ينعقد في هذا المكان كل يوم خميس فوق نبع الشلالة الرائع (عين الشلالة).
لم تكتشف حسب علمنا أية كتابة، ولكن توجد الكثير من آثار جدران وتيجان أعمدة وقواعد أعمدة وجرار ضخمة من الحجر.
اكتشفت قبور في عام 1885 من طرف عمال عسكريين أرسلهم العقيد فيكس، قائد المقاطعة.
المدينة ضيقة بسبب وقوعها فوق حرف صخري ولا يزيد امتدادها من الشرق إلى الغرب عن كيلومتر واحد.
تقع الشلالة على نفس خط طول جواب (رابيدي): بدون شك كانت توجد طريق رومانية تربط بين هاتين النقطتين، وبالفعل بالسير نحو الشمال باتجاه سور جواب نعثر على العديد من الأطلال لمنشآت رومانية نذكر من بينها أطلال واد المالح وواد قطيرينة.تكثر الأحجار المصقولة، وإلى الشمال من ذلك بقليل وإلى الغرب نجد الأطلال المسماة كرمة أولاد بوزيان بالقرب من منابع كثيرة.و نجد نقوشا وكتابة على القبور الخ...
على بعد بضع كيلومترات إلى الغرب من هذه النقطة، في القوامز (القعمز)، نجد الكثير من الأحجار المصقولة.كما يوجد في المنحدرات الجنوبية لجبل آفول وجبل الشلالة بعض البقايا أقل أهمية.
أخيرا، في سهل واد اللحم ورافده الرئيسي واد السبيسب نجد في بعض الأماكن المتفرقة توجد حجارة مصقولة، ولكن يبدو أنها بقايا لمنشآت قليلة الأهمية، مثل أبراج للمراقبة، بدون شك، لمراقبة طرق الصحراء.
و لا نعلم أن أي أثر للاحتلال الروماني قد اكتشف في دائرة أومال على الضفة اليمنى لوادي السبيسب أو وادي اللحم.
الفتح العربي:
من عام 622 م إلى العام 1490 ميلادية:
يتفق كل المؤرخين على الاعتراف بأن الغزوة العربية الأولى لشمال أفريقيا والتي قادها عبد الله بن سعد، هازم الباتريس جرجير في عام 647 ميلادية، ثم عقبة بن نافع، مؤسس القيروان لم تتركا أي أثر في البلاد وأن كل السكان العرب اندثروا من الإقليم الإفريقي (الجزائر حاليا)في أواخر القرن العاشر الميلادي.
في أواخرالقرن الحادي عشر حدث غزو جديد يتكون من بضع قبائل فقط التي توزعت في أفريقيا الشمالية.
كان العرب الذين تشكلت منهم الغزوة الثانية يتكونون من القبائل التالية:
- سليم (بضم السين).
- زغبة
- رياح
- عثبج
- قرة.
بقيت سليم (بضم السين) في إقليمي برقة وطرابلس أما الأربعة الأخرى ات فقد دخلت إلى بيزاسين (تونس حاليا)و قسم منها اجتاز إلى موريتانيا والمغرب حيث يعتقد وجود بعض بقاياهم تحت اسم بني حسن وحالف.
في مقدمة ترجمته لكتاب العبر قال السيد البارون دو سلان (في الصفحة 29 من الطبعة الصادرة عام 1852، - الجزائر- ما يلي:
«يعود أصل كل العرب الذين يقطنون إفريقيا حاليا إلى بعض القبائل التي غزت هذه البلاد في منتصف القرن الحادي عشر الميلادي.»
و لكنه من المستحيل أن ننسب إلى أبعد من ذلك التاريخ أصل عشائر العذاورة، وهو فضلا عن ذلك أصل غامض.
في كتاب العبر (البربر)لابن خلدون (المقدمة ص 47و49تقديم دو سلان)نجد أن ابن خلدون نفسه شغل مرتين، في القرن الرابع عشر، الموقع المعروف بالقطفة في أطراف منطقة العذاورة جنوبا، حيث توجد اليوم (القرن 19) خيام أولاد سيدي بلقاسم.كان ابن خلدون آنذاك في خدمة سلطان تلمسان أبي حمو الزياني.
غير أنه ليس بحوزتنا أية وثيقة تسمح لنا بأن نعرف بدقة أسماء وأصول السكان الذين كانوا، في تلك الفترة، يسكنون سهل وادي اللحم والنواحي المجاورة له.
إذا عدنا إلى السيرة، فإن أقدم قبيلة في دائرة أومال هي قبيلة أولاد سيدي هجرس التي جاء مؤسسها من المغرب الأقصى واستقر في القرن الثاني عشر في وادي اللحم الأدنى في الطيبية.
إذا قبلنا إذن أن سيدي هجرس قد جاء حقا من المغرب الأقصى يتحتم أن نعده أحد أحفاد فروع القبائل العربية التي غزت المغرب الإسلامي في القرن الحادي عشر واستقرت في موريتانيا.
أعقب سيدي هحرس إذن في البلاد، ومنح أبناؤه أسماءهم لعدة فروع (بطون) من القبيلة، وأصبح أحد أحفاده وهو سيدي محمد الخيثر، الذي استقر في جبل آفول، جد فرع هام من مرابطي العذاورة.
العذاورة، وهم خليط من أناس متعددي الأصول، ظهر حلفهم في العهد التركي. يتمتع أهالي هذه العشائر بشهرة مستحقة بالغزو، العنف وعدم الخضوع (التمرد).البعض يقول إن العذاورة تعني البلاد المتضرسة أي الوعرة، وحسب الأسطورة، كان عذور وهو عملاق هو جد فرع من العذاورة.
لا نملك أية معلومة جادة عن الإقليم أو المنطقة أثناء السيطرة العربية.
يحتمل أن هذه المنطقة الجرداء والجافة في أغلبها، كانت قليلة السكان في خضم فوضى عارمة كان السلاطين الأهالي يتنازعون السيطرة الهشة على العشائر الأهلية القليلة القاطنة في وادي اللحم وسفوح جبل ديرة وبلاد العذاورة المضطربة.
السيطرة التركية:
من عام 1500 إلى عام 1830
إن الغياب الكامل للوثائق وقلة الدقة الذي تتميز به التقاليد المحلية، والتي هي زيادة على ذلك شديدة الغموض، تجعل من المستحيل، في الوقت الراهن، كتابة تاريخ الحكم التركي في ناحية ديرة والحوض الأعلى للحضنة.
نعرف أنه كان للأتراك بأي في المدية إذ، قبل الاحتلال الفرنسي، كان العذاورة وأولاد عبد الله وبدون شك أولاد سيدي عيسى وأولاد علي بن داود كانت كلها تابعة لوطن ديرة وهو جزء من بايلك المدية.
في تلك الفترة كانت السلامات وهي جزء من عريب مستقرة في واد المعمورة على أراض تابعة للبايلك تشكل جزءا من نفس الوطن.
أما أولاد سيدي هجرس الذين كانوا مرتبطين بسكان الحضنة السفلى، فلم نتمكن من جمع أي معلومة مؤكدة عن الوضعية التي خصوا بها تحت حكم الأتراك.أما أولاد عبد الله التي كانت أقوى حينذاك، فكانت قبيلة مخزن أي معفاة من الضرائب دون شرط المشاركة في الحملات العسكرية التركية.
في منطقة أومال (سورا لغزلان) نصب الأتراك نوبتين تضم كل واحدة منهما «زفارتين» وتتكون كل«زفارة» من 23 رجلا.
النوبة الثانية كانت متمركزة في جبل ديرة أي في المكان الذي توجد به مدينة أومال حاليا (...).
في عام 1830 كان بأي التيطري هو مصطفى بومزراق وكانت ديرة تابعة له.قام هذا الباي بعدة جولات في دائرة أومال وعلى الخصوص في العذاورة.و يتحدث الأهالي المعاصرون عن الحملات التركية في بلادهم ولكن لا يستطيعون ذكر التواريخ، ولو بالتقريب.و يجهلون أسماء البايات، وقادة العسكر (الخ)و لا يتحدثون عن اللقاءات التي يختصون فيها أنفسهم، على العموم، بالأدوار الجميلة.لأن الترك، بالنسبة لهم، هم كذلك المضطهدون (بكسر الهاء).و يقدر أن الأتراك قدموا إلى أولاد علي بن داود على الخصوص، مرتين.وفي منطقة الشلالة يحتفظ تل صغير باسم معسكر الباي مصطفى.
وفي الأخير، حسب رواية غير مؤكدة، جرت معركة بين الأتراك والعرب في المكان المسمى ذراع عريب في أولاد سيدي هجرس.
في بوغني، إلى شمال من دائرة أومال سابقا، كانت القيادة في عام 1830، لموظف يدعى يحي أغا بأي الأتراك، وقد ترك ذكريات في المنطقة.
كان الحكم التركي هشا على الدوام في سهل واد اللحم، إذ كانت القبائل العربية هناك تتمتع باستقلال شبه تام، غير أنها كانت تدفع الضريبة عندما تأتي الطوابير التركية إلى الناحية.
المصادر
أنا أدعو إخوتي الكرام، إلى الاطّلاع على المجلّد رقم 17 لسنة 1873 من المجلّة الإفريقيّة، في موضوع للكاتب Guin
من اراد دراسة علم الأنساب فعليه بالأستاذ أبو زيان الخنشلى السلفى وهو احسن من يصلح لتدريس علم الأنساب فهو بارع في هذا العلم ويصلح ان يكون أستاذ في تعليم علم الأنساب
عرش العذاوره وليس قبيلة العذاوره لانه تاريخيا لا توجد قبيله حسب علمى تعرف بالعذاوره ولم يذكر ابن خلدون قبيله تسمى العذاوره سواء في القبائل العربية أو البربريه اتى ذكر جميع بطونها
العذاوره هم حلف قبلى بين عدة فروع قبليه عربيه تنتشر في جنوب سهوب التيطرى معقل القبائل العربية البدويه من شعوب وقبايل بنى عروه الكبرى وقبائل بنى رياح الكبرى وقبائل بنى يزيد الكبرى وغيرهم من العرب
وتشكل هذا الحلف العربي الكبير في جنوب التيطرى لحفظ مصالح هاته القبائل العربية
وأنا اعتمدت في موضوعى على ابن خلدون وعلى كتب عديده وليس فقط موضوع المجلة الأفريقية